# Vermont Secretary of State
Das Secretary of State of Vermont ist eines von sechs auf Kabinett-Ebene angesiedelten Verfassungsämtern des Bundesstaates Vermont, welches für zwei Jahre durch Wahl vergeben wird. Das Büro des Secretary of State befindet sich in der State Street in Montpelier. Amtierender Secretary of State ist der Demokrat James C. Condos.
Die Behörde, die vom Secretary of State geführt wird, verwaltet mehrere Bereiche und Abteilungen:
- Das Staatsarchiv, es ist mit der Erhaltung und dem Zugänglich machen aller staatlichen Aufzeichnungen betraut. Das Staatsarchiv enthält Dokumente, die zurückgehen auf die Gründung des Staates als Vermont Republic im Jahr 1777.
- Das Amt für Berufsordnung lizenziert und reguliert 39 Berufe, um die Bürger des Staates vor inkompetentem, unethischem und unprofessionellem Verhalten zu schützen.
- Das Wahlamt verwaltet die Wahlen in Vermont, arbeitet um die Integrität des demokratischen Prozesses zu schützen, registriert Wähler, koordiniert die Verwaltung bzgl. des Voter’s Oath, überwacht die Wahlkampffinanzierung und implementiert Vermonts Gesetze zur Offenlegung des Lobbyismus.
- Die Unternehmensabteilung registriert Geschäftsaktivitäten und ist das Projektarchiv der für den Uniform Commercial Code eingereichten Unterlagen des Staates Vermont.
- Das Notar Resource Center überwacht die Notare Vermonts.

Das Büro des Secretary of State ist auch für die Einreichung und Veröffentlichung von Verwaltungsregeln von allen staatlichen Stellen verantwortlich.
Das Amt des Secretary of State bestand bereits vor dem Beitritt Vermonts zur Union im Jahre 1791. Vor 1884 wurde der Secretary of State von der Vermont General Assembly gewählt. Der erste Secretary of State, der durch die Wähler des Staates gewählt wurde, war Charles W. Porter.

## Liste der Vermont Secretarys of State
| #  | Secretary of State     | Bild | Amtszeit  | Parteizugehörigkeit        |
| -- | ---------------------- | ---- | --------- | -------------------------- |
| 1  | Thomas Chandler junior |      | 1778      | Parteilos                  |
| 2  | Joseph Fay             |      | 1778–1781 | Parteilos                  |
| 3  | Micah Townshend        |      | 1781–1788 | Parteilos                  |
| 4  | Roswell Hopkins        |      | 1788–1802 | Föderalist                 |
| 5  | David Wing             |      | 1802–1806 | Föderalist                 |
| 6  | Thomas Leverett        |      | 1806–1813 | Democratic Republican      |
| 7  | Josiah Dunham          |      | 1813–1815 | Föderalist                 |
| 8  | William Slade          |      | 1815–1823 | Democratic Republican      |
| 9  | Norman Williams        |      | 1823–1831 | National Republican Party  |
| 10 | Timothy Merrill        |      | 1831–1836 | Anti-Masonic Party         |
| 11 | Chauncey L. Knapp      |      | 1836–1841 | Anti-Masonic Party         |
| 12 | Alvah Sabin            |      | 1841–1842 | Whig                       |
| 13 | James M. Shafter       |      | 1842–1849 | Whig                       |
| 14 | Farrand F. Merrill     |      | 1849–1853 | Whig                       |
| 15 | Daniel Pierce Thompson |      | 1853–1855 | Liberty (Whig verbundenen) |
| 16 | Charles W. Willard     |      | 1855–1857 | Republikaner               |
| 17 | Benjamin W. Dean       |      | 1857–1861 | Republikaner               |
| 18 | George W. Bailey       |      | 1861–1865 | Republikaner               |
| 19 | George Nichols         |      | 1865–1884 | Republikaner               |
| 20 | Charles W. Porter      |      | 1884–1890 | Republikaner               |
| 21 | Chauncey W. Brownell   |      | 1890–1898 | Republikaner               |
| 22 | Fred A. Howland        |      | 1898–1902 | Republikaner               |
| 23 | Frederick G. Fleetwood |      | 1902–1908 | Republikaner               |
| 24 | Guy W. Bailey          |      | 1908–1917 | Republikaner               |
| 25 | Frederick G. Fleetwood |      | 1917–1919 | Republikaner               |
| 26 | Harry A. Black         |      | 1919–1923 | Republikaner               |
| 27 | Aaron H. Grout         |      | 1923–1927 | Republikaner               |
| 28 | Rawson C. Myrick       |      | 1927–1947 | Republikaner               |
| 29 | Helen E. Burbank       |      | 1947–1949 | Republikaner               |
| 30 | Howard E. Armstrong    |      | 1949–1965 | Republikaner               |
| 31 | Harry H. Cooley        |      | 1965–1969 | Demokrat                   |
| 32 | Richard C. Thomas      |      | 1969–1977 | Republikaner               |
| 33 | James A. Guest         |      | 1977–1981 | Demokrat                   |
| 34 | James H. Douglas       |      | 1981–1993 | Republikaner               |
| 35 | Donald M. Hooper       |      | 1993–1995 | Demokrat                   |
| 36 | James F. Milne         |      | 1995–1999 | Republikaner               |
| 37 | Deborah Markowitz      |      | 1999–2011 | Demokrat                   |
| 38 | James C. Condos        |      | 2011–     | Demokrat                   |